# Birgerbohlinia
Birgerbohlinia es un género extinto de jiráfidos sivaterinos. Fue nombrado por primera vez por Crusafont Pairó y Villalta en 1951 y fue encontrado en Crevillente-2 (Alicante, España).